# Раул Валенберг
Раул Густаф Валенберг (швед. Raoul Gustaf Wallenberg; Општина Лидинге, 4. август 1912 – нестао 17. јануара 1945) је био шведски архитекта, бизнисмен, дипломата и хуманитарац. Познат је по томе што је спасао десетине хиљада Јевреја од немачких нациста и мађарских фашиста у Мађарској окупираној од стране нациста за време Холокауста, у каснијим фазама Другог светског рата. Служивши као специјални изасланик Шведске у Будимпешти између јула и децембра 1944, Валенберг је издавао пасоше који су штитили Јевреје, и пружао им је уточиште у зградама означеним као шведска територија.
Дана 17. јануара 1945, за време опсаде Будимпеште од стране Црвене армије, Валенберга је привео СМЕРШ под сумњом да се бавио шпијунажом, а након тога је нестао. Накнадно је јављено да је умро 17. јула 1947. док је био затворен од стране КГБ у Лубјанци у Москви, седишту КГБ који је у себи садржавао затвор. Мотиви за Валенбергово хапшење и затварање од стране совјетске владе, као и питања која се тичу његове смрти и веза са америчком обавештајном службом су и даље обавијени велом мистерије и предмет су спекулација.
Услед његових успешних напора у спашавању мађарских Јевреја, Валенбенгу су додељене бројне почасти у деценијама након његове претпостављене смрти. 1981, амерички конгресмен Том Лантош, један од људи које је Валенберг спасио, је спонзорисао закон којим је Валенберг проглашен почасним грађанином Сједињених Држава, чиме је постао друга особа у историји која је добила ову почаст. Валенберг је такође почасни грађанин Канаде, Мађарске, Аустралије и Израела. Израел је прогласио Валенберга праведником међу народима. Посвећени су му бројнни споменици, и улице широм света су назване по њему. Раул Валенберг комитет Сједињених Држава је основан 1981. да „овековечи хуманитарне идеале ненасилне храбрости Раула Валенберга” Овај комитет додељује годишњу награду Раул Валенберг као признање особама које испуњавају ове циљеве. Додељена му је Конгресна златна медаља Конгреса Сједињених Држава „као признање његових постигнућа и херојских дела током Холокауста.”

## Даља литература
- Dick, Michael (2019). „Raoul Wallenberg: The Making of an American Hero”.  Ур.: Kohen, Ari. Unlikely Heroes: The Place of Holocaust Rescuers in Research and Teaching. Lincoln: University of Nebraska Press. стр. 110—138. ISBN 978-1-4962-0892-7.